# Tiszpak
Tiszpak – w mitologii mezopotamskiej bóg wojny, pierwotnie tożsamy z huryckim bogiem burzy Teszubem. W okresie akadyjskim lub w początkach okresu starobabilońskiego zastąpił Ninazu w roli lokalnego boga miasta Esznunna (ob. Tell Asmar). Miasto to, położone na północnym wschodzie Babilonii, znajdowało się na południowym skraju obszaru zamieszkanego przez ludność hurycką. Tiszpak był bogiem wojowniczym, co można wywnioskować z jego epitetu „Pan Wojsk”. Starożytny opis tego boga przedstawia go niosącego łuk, strzały i maczugę. Świętym zwierzęciem boga Tiszpaka był wąż-smok. 